# HC Rys Podolsk
HC Rys Podolsk (ru: Рысь Подольск) je hokejový klub z Podolska, který hraje Ruskou ligu ledního hokeje (2. liga po Kontinentální hokejové lize) v Rusku.

## Historie
Klub byl založen roku 2008 v ruském městě Podolsk. Prvním trenérem byl Alexej Kasatonov.